# Cala Barques
Cala Barques (‚Bucht der Boote‘) ist eine kleine Bucht mit einem Sandstrand im Norden der Baleareninsel Mallorca. Sie befindet sich an der Nordseite des Ortes Cala Sant Vicenç innerhalb der Gemeinde Pollença.

## Lage und Beschreibung

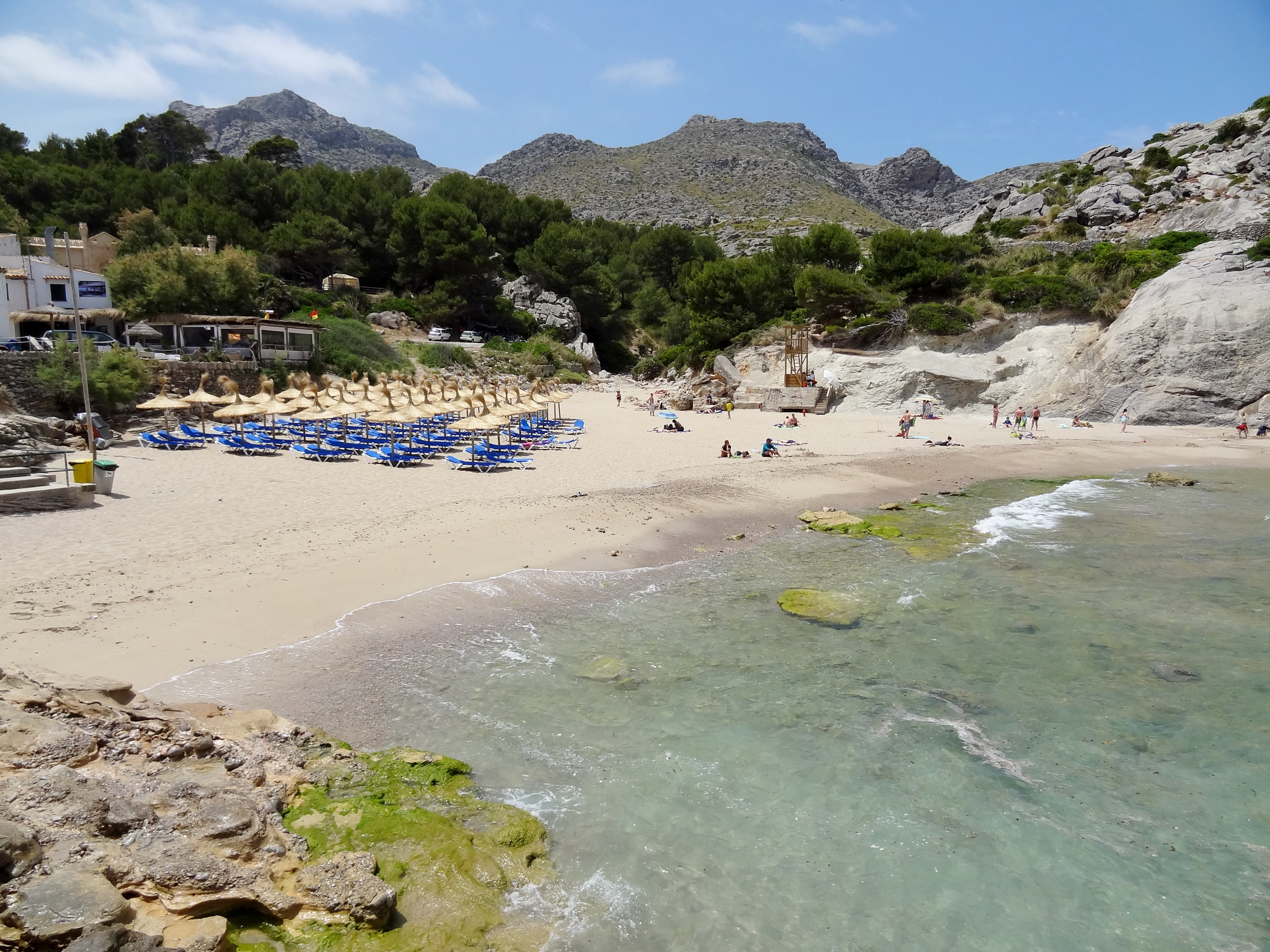
Strand der Cala Barques

Die Cala Barques liegt an der Nordküste Mallorcas, 14,4 Kilometer westlich des nördlichsten Punktes der Insel, des Cap de Formentor. Mit den östlichen Nachbarbuchten Cala Clara, Cala Molins und Cala Carbó bildet die Cala Barques den größeren Meereseinschnitt der Cala de Sant Vicenç zwischen der Punta de Coves Blanques und dem Morro de Bóquer. Die Cala Clara ist dabei eine unmittelbare Nebenbucht der Cala Barques, während die weiter im Osten liegenden Cala Molins und Cala Carbó von der Cala Barques und der Cala Clara durch die kleine Halbinsel El Maressar getrennt sind, die nach einem ehemaligen Wachturm auch Punta de sa Torre genannt wird. An der Cala Barques mündet der Sturzbach Torrent de les Rotes Velles, der in den Bergen der Serra de Sant Vicenç entspringt.
Das Ufer des Sandstrandes der Cala Barques ist 68 Meter lang. Es wird von einer Felsküste eingerahmt, die an der Nordwestseite höher ist, als im Südosten. Auch im flachen Wasser befinden sich einige kleine Felsen. An der Westseite der Bucht ist ein Escar, ein Unterstellplatz für Boote, an die Felswand gebaut. Die Breite des Strandes beträgt ungefähr 50 Meter. Auf etwa der Hälfte der Fläche sind Schirme aufgestellt unter denen Liegen vermietet werden. In der Saison wird der Strand täglich gereinigt. An der Westseite beginnt ein Kiefernwald, während die Süd- und Ostseite des Strandes bebaut ist. Dabei steht im Osten, auf dem Kap Punta des Ferrers zwischen der Cala Barques und der Cala Clara, ein größeres Hotel. Südlich hinter dem Strand befindet sich ein kleiner Parkplatz. Auf Grund der innerörtlichen Lage im Ort Cala Sant Vicenç ist der Strand gut besucht. Bei nördlichen Winden tritt häufig starker Wellengang auf.

## Zugang
Die Straße nach Cala Sant Vicenç zweigt von der Landstraße MA-2200 zwischen Pollença und Port de Pollença in Richtung Norden ab. Nach 3,1 Kilometer erreicht man den Ortseingang von Cala Sant Vicenç. Von dort beträgt die Entfernung zur Cala Molins etwa 900 Meter. Der Strand liegt an der Südwestseite der Bucht, westlich der Cala Clara und der Halbinsel El Maressar oder Punta de sa Torre.